# Werner Piechocki
Werner Piechocki (* 10. November 1927 in Ammendorf; † 30. September 1996) war ein deutscher Historiker und Archivar. Er leitete von 1951 bis 1993 das Stadtarchiv Halle.

## Leben und Werk
Piechocki studierte von 1947 bis 1951 Geschichte, Philosophie und Germanistik an der Martin-Luther-Universität Halle-Wittenberg. Er wurde 1965 mit einer Arbeit über das Rittergut Ammendorf-Besen promoviert. Von 1951 bis 1993 leitete er das Stadtarchiv Halle, sein Vorgänger war Erich Neuß, sein Nachfolger wurde Ralf Jacob. 
Werner Piechocki veröffentlichte zahlreiche Bücher und tausende andere Beiträge zur Geschichte der Stadt Halle (u. a. Rubrik Aus der Geschichte der Saalestadt in Tageszeitung Der Neue Weg).
Für die langjährige Leitung des Stadtarchivs Halle wurde ihm der Titel eines Oberarchivrats verliehen.
Er war mit Brunhilde Piechocki verheiratet. Der Zoologe Rudolf Piechocki (1919–2000) war sein Bruder.

## Veröffentlichungen (Auswahl)
- mit Erich Neuß: Halle an der Saale. Sachsenverlag, Dresden 1955.
- Eine Chronik der Fliegerangriffe auf Halle. Hallesches Monatsheft für Heimat und Kultur, 2. Jahrgang, Nr. 4, April 1955, S. 2–6
- Halle an der Saale, Leipzig 1957
- Das Rittergut Ammendorf-Beesen als Objekt der Finanz- und Wirtschaftspolitik des Adels, der Stadt Halle sowie geistlicher Institutionen und die sozialen Verhältnisse in den Gutsdörfern. Halle 1965 (Dissertation).
- mit Hans-Theodor Koch: Beiträge zur Geschichte des Gesundheitswesens der Stadt Halle und der Medizinischen Fakultät der Universität Halle. Barth, Leipzig 1965, Schriftenreihe Acta historica Leopoldina, 2
- Die Halloren: Geschichte und Tradition der „Salzwirkerbrüderschaft im Thale zu Halle“. Koehler & Amelang, Leipzig 1981.
- Halle und seine Geschichte. Fliegenkopf-Verlag, Halle 1991. ISBN 3-910147-25-9.
- Halle um die Jahrhundertwende. Kunstverlag Schmiedicke, Leipzig 1991. ISBN 3-7492-0260-5.
- Das alte Halle: aus den Skizzenbüchern von Hans von Volkmann. Fliegenkopf-Verlag, Halle 1992. ISBN 3-910147-30-5.
- mit Gottfried Riehm: Halle an der Saale: Bilder einer Stadt im Wandel. Fliegenkopf-Verlag, Halle 1992. ISBN 3-910147-43-7.
- Halle, alte Musenstadt …: Streifzüge durch die Geschichte einer Universität. Mitteldeutscher Verlag, Halle 1994. ISBN 3-354-00816-4.
- Halle, ein verlorenes Stadtbild. Wartberg-Verlag, Gudensberg-Gleichen 1994. ISBN 3-86134-190-5.
- Die Große Märkerstraße. Fliegenkopf-Verlag, Halle 1995. ISBN 3-930195-06-2.
- mit Ingo Gottlieb: Halle: ein Stadtbild im Wandel. Fotografien von gestern und heute. Wartberg-Verlag, Gudensberg-Gleichen 1995. ISBN 3-86134-259-6 (3. Auflage 1999, ISBN 3-86134-190-5)
- Persönlichkeiten der Revolution 1848/49, In: Arbeitskreis Innenstadt e. V. (Hrsg.): Hallesche Blätter, Halle 2002.